# 静岡弁

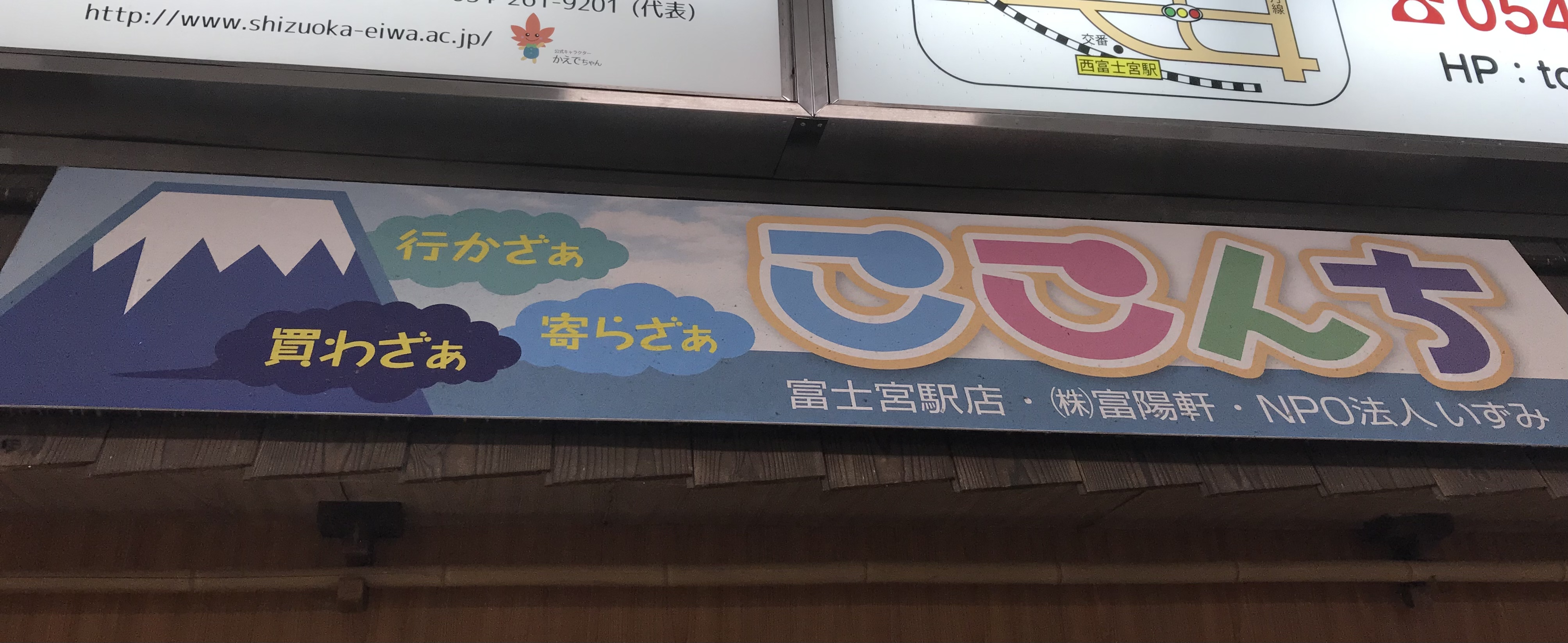
勧誘表現「ざあ」の使用例。富士宮駅にて2023年に撮影。

静岡弁（しずおかべん）は、静岡県で話されている日本語の方言である。狭義では主に静岡県中部で話される方言をさす。ここでは静岡県全域の方言について記述する。

## 主な特徴
静岡県の方言は、方言区画上は東海東山方言の長野・山梨・静岡方言（ナヤシ方言）に分類され、山梨県、長野県の方言が最も近縁であると言える。全国の方言の中では東京方言、西関東方言に次いで共通語に近い部類に属し、特に音韻やアクセントに関しては一部地域を除いて共通語とよく似ている。一方、語彙や文法に関しては、東部方言を基調としつつも、西に向かうにつれて連続的に西部方言の色彩を帯びていき、「いる・おる」や「ない・ん」で東西差が明確に現れる。これらは全国の方言が東西に分かれる例として有名であるが、静岡県はその境界地帯に位置し、これらの境界線が走っている。

## 県内の地域差
静岡県の方言は旧国の区分に沿って、伊豆方言、駿河方言、遠州方言に分けることが可能であるが、方言区画は次のようなものが提案されている。以下の説明でも用いる。
- 東部方言-富士川以東。伊豆半島及び駿河東部。意志・推量の「べー」や母音の無声化など西関東方言的特徴を持つ一方、「ずら」「ら」も併用しナヤシ方言の特徴を併せ持つ[1]。
- 中部方言-富士川以西、掛川市以東。駿河西部および遠州東部。「べー」はない。過去の「け」が特徴的。
- 西部方言-袋井市・森町以西。東遠地方以外の遠州。勧誘には、中部の「ざー」ではなく「まいか」を使う。外輪東京式アクセントで、3拍形容詞第2類が頭高型になる。
- 井川方言-大井川上流の静岡市葵区井川、田代、小河内、上坂本、岩崎及び口坂本の区域など。古い表現の残る「言語の島」。無アクセント地帯である。

このほか、西部方言と中部方言の境界を大井川に引いて、東部・西駿河・遠江に分ける場合もある。
文法面で東日本方言と西日本方言を分ける指標とされる特徴のうち、否定の「ない」と「ん」の境界は島田市・大井川付近にある。命令形の「ろ」に対し「よ」は富士川以西（中部方言・西部方言）で聞かれる。「降ってる」のような進行形には、おおむね浜名湖以西で「…とる」を用いる。
西部方言については遠州弁の項にも詳しい。 
比較表
|              | 新居               | 浜松               | 掛川               | 島田                | 井川               | 静岡                    | 富士、富士宮            | 沼津                      | 伊豆                      |
| ------------ | ------------------ | ------------------ | ------------------ | ------------------- | ------------------ | ----------------------- | ----------------------- | ------------------------- | ------------------------- |
| アクセント   | 型の少ない 東京式  | 外輪東京式         | 中輪東京式         | 中輪東京式          | 無アクセント       | 中輪東京式              | 中輪東京式              | 中輪東京式                | 中輪東京式                |
| 母音無声化   | 活発               | 活発               | 弱い               | 弱い                | 活発               | 弱い                    | 活発                    | 活発                      | 活発                      |
| 否定         | …ん、…せん、…へん  | …ん、…せん、…へん  | …ん、…せん、…へん  | …ない、 …ねぇ、 …ん | …ん、…のう         | …にゃあ、…ねぇ、…ない   | …にゃあ、…ねぇ、…ない   | …にゃあ、…ねぇ、…ない     | …にゃあ、…ねぇ、…ない     |
| 過去否定     | …なんだ            | …なんだ            | …んけ、 …なんだ    | …ないっけ、 …んけ   | …んけ、 …のーっけ  | …にゃあっき、 …ないっけ | …なかった、 …にゃあっき | …なかった                 | …なかった                 |
| 居る         | おる               | いる               | いる               | いる                | いる               | いる                    | いる                    | いる                      | いる                      |
| 推量         | だら(ら)、ずら(ら) | だら(ら)、ずら(ら) | だら(ら)、ずら(ら) | だら(ら)、ずら(ら)  | だら(ら)、ずら(ら) | だら(ら)、ずら(ら)      | だら(ら)、ずら(ら)      | べー、ずら(ら)、 だら(ら) | べー、ずら(ら)、 だら(ら) |
| 勧誘         | …まいか            | …まいか            | …ざあ、…まいか     | …ざあ、…まいか      | …ざあ、…まいか     | …ざあ、…ずか、…まいか   | …ざあ、…ずか、…まいか   | …うか、…べぇよ            | …うか、…べぇよ            |
| 見ろ（命令） | みょー             | みょー             | みょー、みてごう   | みょー、みてごう    | みょー、みてごう   | みょー、みてごう        | みろ、みてごう          | みろ                      | みろ                      |

## 音韻
県東部を中心に、連母音の融合が広く聞かれる。「アイ」は「エー[eː]」、「エァー[ɛː][æː]」、「ャー[jaː]」などになり、「オイ」や「ウイ」も融合する。名古屋弁の変化と同様である。連母音の融合は島田市・大井川以西には一般に聞かれないが、浜松市周辺では融合が聞かれることがある。
- 例
  - おまえ - おめぁあ
  - 財産 - ぜぁあさん

母音の無声化は、富士川以東の東部方言と、袋井市以西の中西遠で活発だが、奥遠州（水窪・佐久間）や中部方言では弱い。ただし大井川中上流域、安倍川上流域では活発。
格助詞の「を」を「お[o]」と区別し、「うぉ[wo]」と発音することが多い。

## アクセント
ほとんどの地域で東京式アクセントが用いられ、東部方言・中部方言の地域で東京と同じ中輪東京式、西部方言の地域で外輪東京式である。旧中川根町の水川・上長尾地区、浜松市の旧舞阪町地区周辺、湖西市新居町周辺で、東京式よりも型の数が一つ少ない準東京式が分布する。また、中川根に隣接する旧本川根町と静岡市葵区の山間部は無アクセントである。

### 名詞
一拍名詞は、無アクセント地帯を除く全域で、第1類（子・戸など）・第2類（日・名など）は平板型（こが）、3類（絵・手など）は頭高型（てが）である。つまり共通語と変わらない。
二拍名詞では、県西部で「橋」「冬」「紙」「川」などの第2類の語が平板型（ふゆが）になるのが共通語との相違点である。これは外輪東京式の特徴である。浜松市付近が平板型になる語が最も多く、東に進むにつれて尾高型（ふゆが）が増え、大井川以東ではほぼすべての語が東京とおなじ尾高型になる。準東京式のうち、水川・上長尾では第1・2類は平板型、第3・4・5類は頭高型である。舞阪では第1・2類は平板型であるが、第3・4・5類は助詞が付くか付かないかで下がり目が移動し、助詞が付かなければ頭高型（あめ（雨））、付けば尾高型（あめが）である。新居では第1・2類は平板型、第3・4・5類は尾高型（あめが（雨が））になる。
三拍名詞では、富士川以東の東部方言では「朝日・油・命・心・姿・涙・火ばし・枕」など、第5類に属する語を「あさひ」のように中高型とする。富士川以西の中部・西部方言ではほとんどが「あさひ」のように頭高型となる。全国的に見れば東京式アクセントの地域では大半が中高型であるが、東京周辺および静岡県中部・西部で頭高型となっている。準東京式の舞阪・新居では、三拍以上の語で浜松付近における頭高型の語が中高型になる。
また遠州中・西部では、東京で平板型に言う三拍名詞第六類（兎・雀・背中・ひばり・ねずみ…）・第七類（苺・後ろ・鯨…）が、地域により多少違いはあるものの、「うさぎ」のように頭高型となる。ただし「兎・背中・ねずみ」は平板型にも発音される。
東京で尾高型に言う三拍名詞第四類（頭・男・鏡…）が、浜松市天竜区の旧天竜市・春野町、森町、磐田市旧豊岡村、旧中川根町（準東京式地域を含む）など遠州の主として山間部で、「あたま」のように中高型になる。この現象は愛知県三河北部や長野県下伊那郡南部まで連続する。

#### 時系列
「時」などを表す場合はほとんど平板式で発音する傾向が強く、「月」などは3拍の単語が頭高型に、それ以上の場合は中高型で発音する傾向がある。
| 語彙   | 共通語（名詞は尾高、副詞は平板） | 静岡弁         |
| ------ | -------------------------------- | -------------- |
| 一月   | いちがつ                         | いちがつ       |
| 二月   | にがつ                           | にがつ         |
| 十一月 | じゅういちがつ                   | じゅういちがつ |
| 十二月 | じゅうにがつ                     | じゅうにがつ   |

| 語彙 | 共通語 | 静岡弁 |
| ---- | ------ | ------ |
| 午前 | ごぜん | ごぜん |
| 午後 | ご     | ご     |
| 昨日 | きのう | きのう |

### 動詞
三拍以上の動詞のアクセントは、共通語では大部分が中高型（なげる）か平板型（きえる）であり、「はいる」のような頭高型の語が少数ある。静岡県では、東部方言では共通語と同様である。しかし、富士川以西の中部方言・西部方言のアクセントは、3拍一段動詞で共通語で中高型のものを全て頭高型に発音する独特のものである。ただし準東京式の舞阪・新居では中高型。五段動詞では共通語と同様に平板型と中高型で、頭高型は「帰る」「入る」など少数である。
二拍動詞のアクセントは「いう」（言う）の形のものと「あう」（合う）の形のものがあり、東京でも静岡でも変わらない。
| 活用形 | 東部・共通語 | 中部・西部 |
| ------ | ------------ | ---------- |
| 上げる | あげる       | あげる     |
| 起きる | おきる       | おきる     |

### 形容詞
3拍以上の形容詞も、共通語では中高型（しろい）と平板型（くらい）がある。静岡県のうち、浜松市を中心とする中西遠では、三拍形容詞で共通語の中高型のものが「しろい」「たかい」と頭高型になる。平板型の語は変わらない。その他の地域のうち、富士川以西の中部方言（東遠まで）および西部の湖西・湖北（旧細江町・旧三ケ日町・湖西市）では連用形のアクセントが「しろく」となる。共通語・東部（沼津市以東）・奥遠州（旧水窪町・旧佐久間町・旧龍山村）では、「しろい」「しろく」である。
| 活用形 | 共通語・東部・奥遠州 | 中部・湖西・湖北 | 中西遠 |
| ------ | -------------------- | ---------------- | ------ |
| 白い   | しろい               | しろい           | しろい |
| 白く   | しろく               | しろく           | しろく |

「無い」「良い」などの二拍形容詞は、東京でも静岡県でも頭高型である。

### 形容動詞
| 語彙       | 共通語                       | 静岡弁     |
| ---------- | ---------------------------- | ---------- |
| 嫌         | いや                         | いや       |
| 元気       | げんき                       | げんき     |
| ひさしぶり | ひさしぶり（平板または尾高） | ひさしぶり |

### 副詞
| 語彙     | 共通語                     | 静岡弁   |
| -------- | -------------------------- | -------- |
| いよいよ | いよいよ                   | いよいよ |
| そこそこ | そこそこ（平板）、そこそこ | そこそこ |
| なかなか | なかなか（平板）           | なかなか |
| わざわざ | わざわざ                   | わざわざ |

### 未然形
中部・西部では「…ない」の「な」にアクセントが置かれる。
| 語彙       | 共通語・東部   | 中部・西部 |
| ---------- | -------------- | ---------- |
| 出来ない   | できない       | できない   |
| 出ない     | でない         | でない     |
| わからない | わからない     | わからない |
| しない     | しない（平板） | しない     |

### 連体詞
形容動詞の連体形は語尾から2番目の音節にアクセントが置かれる。
| 語彙   | 共通語   | 静岡弁   |
| ------ | -------- | -------- |
| 大きな | おおきな | おおきな |
| 小さな | ちいさな | ちいさな |

### 疑問詞
疑問詞（いつ、どこ、何、誰、どれ、等）は、西部（北遠を除く）では全て平板型で発音する。

### その他
| 該当語句      | 共通語          | 静岡弁        |
| ------------- | --------------- | ------------- |
| …（な）かった | …（な）かった   | …（な）かった |
| …の方         | …のかた（尾高） | …のかた       |

## 文法
特に注記しない場合は、共通語化が進む前の伝統的な方言の文法を記述する。
否定
動詞の否定は、大井川あたりを境に東で「…ない」（「…ねえ」「…にゃあ」などもある）、西で「…ん」を用いる。また静岡市北部の山間部（井川など）では「…のー」も用いる。ほかに、西部では強意の否定（例：見やしない）には「…せん・へん・しん」も用いる。また否定の中止「…ないで」にあたる「…なっこー」が県内各地にあり、「行かなっこー」のように用いる。
断定「行くだ」
断定の助動詞は「だ」を用いるが、「…のだ」という意味での強調で「行くだ」「赤いだ」のように用言に直接「だ」を付ける用法が県内全域にある。
「これからいとこっちの家に行くだ」（これからいとこの家に行くんだ）
サ行イ音便「出いた」
県内にハ行ウ音便（買ひた→買うた）は無いが、サ行イ音便（出した→だいた）がある。神奈川県との県境が有無の境界になっている。
意志・勧誘「べー」「ず・す」「っ・っか」
意志・勧誘には富士川以東の東部方言で「行くべー」のような「べー」がある。富士川以西の中部・西部に「行かず・行かずか」、函南町以西の東駿河から中部・西部に「行かす・行かすか」があり、「す」は主に西部。「行かっか」のような「っ・っか」が主に中部にある。西部のうち湖西地区には「行かあよ・行かあか」のような形もある。
勧誘「ざあ」「まい」
「行かざあ」のような「ざあ」が富士市から井川、中部方言（掛川市以東）にある。また、主に西部方言に「行かまい（か）」のような「まい」があり、「行きまい（か）」の形も聞かれる。
推量「ずら」「だら」「ら」「つら」
県内全域で「ずら」「ら」「つら」を用いる。「ら」「ずら」は現在推量・未来推量（…だろう）で、「つら」は過去推量（…ただろう）を表す。東部では推量に「べー」を併用する。また、確信の高い推量として「ず」（行かず）が主に中部・西部にある。
「ら」は動詞・形容詞には付くが名詞には付かず、「ずら」は両方に付くことができる。動詞・形容詞に付いた場合の「ら」「ずら」に意味用法の違いがあるという研究もあるが微妙。（例：「第二東名の開通はまあだまあだずら」（第二東名の開通はまだまだだろう））
近年は、「ずら」の代わりに「だら」、「つら」の代わりに「たら」「ただら」が使われるようになってきている。「だら」は言い切りの助動詞「だ」に「ら」をつけたものと考えられ、新しい語形である。
過去「け」
主に中部方言地区で、過去を表すのに「け」を用いて「行っけ」「赤かっけ」のように表現する。ただし近年はこの形は衰退し、「行ったっけ」の形で過去を表す（必ずしも回想を表さない）。また、西部のうち旧水窪町・旧佐久間町では、過去を表すのに「つ」を用いて「行っつ」「赤かっつ」のように言う。
理由
理由・原因「…から」にはほぼ全域で「…で」が用いられる。この表現は東海地方を中心とした広い地域で用いられており、「（だ）もんで」「もんだで」もある。静岡市以東の中部・東部には「んて」もある。
「おれっち風邪引いちまったもんで、学校行けん」（俺風邪引いちゃったから、学校行けない）
逆接
逆接「けれども」には、中部で「けーが」を使うほか、「けんど」「けん」「けが」「が」などを使う。
命令形
一段活用をする動詞の命令形は、東部では「起きろ」のように語尾「ろ」を用い、中部では「起きよ・おきょー」のような「よ」と「ろ」が混在し、西部では「よ」を用いる。
可能
いわゆる「ら抜き言葉」であり、県西部ではさらに「れ足す言葉」も使う。
- 食べれない、食べれれない、食べれーない
- 起きれる、起きれれる、起きれーる

## 語彙

### 語彙の特徴

#### 形容詞
語尾に「…ったい」が顕著に付く。
- 暗い - くらぼったい
- （仕事などが）まめ - まめったい
- だらしない - ぶしょったい

#### 一人称、二人称
東部・中部方言（掛川市以東）では語尾に「…っち」が顕著に付く。
- 俺たち・俺の - おれっち
- おまえたち・おまえの - おまえっち

しかし西部方言（袋井市・森町以西）では用いられず、共通語と同じく「…たち」を用いる。
※ちなみに家を指す場合も、静岡弁では「俺の家」を「おれっち」、地域によっては「おれっちっち」という。
- ★は静岡県の全域で使われている方言。
- ☆は名古屋弁でも使われる方言。
- ●は現在共通語でも使われるようになった方言。
- □は西関東方言でも使われる言葉。
- ■は古来の東京弁でも使われていた言葉。

### 名詞
あおたん、あおずみ青あざ
あくつかかと
あっこ、あっこいらあそこ ★☆
あわくい、あわっくい、あわくって慌て者、慌
あんてぇあいつ
あんも餅 ★■
いいとこまんじゅういいところ（饅頭が貴重だった頃その饅頭が食べれるほどいいところという意味。行き先を曖昧にする際に使用する。）
いみり（壁などの）ひび ☆
うちっち私の家、私たちのグループ
うちら僕たち、私たち（最近では女性語として定着しているが、地元では若い男子の間でも多用される。電気グルーヴも多用していた） ●
おうど庭
おこうこお漬物（関西からの入植語。今では年配者しか使わなくなった） ★☆■
おじゅたれおもらし
おじゃみお手玉 ☆■
おだい（おだいさま）大富豪、地主
おだっくいお調子者（静岡市に、この単語を名称にした静岡おだっくい祭りという祭事が存在した）
お付け味噌汁（中国方言にもこれとよく似た言葉がある） ■
おっさん、おっさまお坊さん（「お」にアクセント） ★☆
お街（おまち）静岡市（狭義では葵区）中心市街地（この呼ばれ方を基にして同所に活性化協議会が結成、および駐車場案内システムが構築されるなどしている）
おまっち、おめぁっちお前
おもてふじ表富士＝静岡県側の富士山
おやく実家
か香り、炭酸
かやっさ裏返し
きんのう昨日 ☆
けぁーるカエル。｢ちゃっきり節｣の一節にも「きゃあるが鳴くんて雨づらよ」という歌詞がある。
くろ（地所や敷地の）隅 ★☆
黒ずみ青あざ
げちゃびり
けつぼうたんお尻のふくらんだ箇所（ほうたんは頬）
けった自転車（近年名古屋・浜松方面から入ってきた新方言） ☆
こどもっち
（子ども、子どもたち、小さい、ミニサイズ）
こば端（くろ:とほぼ同じ）
こんだ今度
在所（ざいしょ）実家 ★☆
ざく十分（「おめぇにゃあそれでざくだ」）
ささらほうさら無駄使い ■
自校自動車教習所 (西部では車校)
しぞぉか静岡（多く「しぞーか」と表記する） ★
舌べら舌、べろ ☆
車校自動車教習所（新方言） ☆
しょっくち入口
じょんじょん草履 ★■
線引き定規 ★☆
たほいや山畑の猪追い小屋
連れ友達、知り合い ★☆
でろ泥 □
どべ最下位、びり（駿東ではどびと言う） ☆●
なんぼ幾ら（関西方言と同じ使い方。駿東の過疎地のみで使われる） ☆
のんのんさま仏様 □
ばかっつら馬鹿っ面
ふんと本当（主に年配者が使う）
ぺったんメンコ
ほうたん頬
ぽんぽん原付（主に、市町から標識交付を受けた50cc白ナンバー原付バイク）。浜松市を中心とした遠州地方から富士川以西でよく聞かれる。 ★
めんちゃあお転婆な女の子

### 動詞
頭を切る髪を切る ★
あましをくう滑っていたのに突然止まって、反動でつんのめる
いがむゆがむ ★■
いきれる蒸し暑く感ずる
いのく、いんのく動く ★☆□
うっちゃる捨てる ★□
うでる茹でる ☆□
唸（うな）る大声を出す、叫ぶ
おひんぶるきどる、品よく振る舞う
おやす駄目にする
おんまけるぶちまける
かあばるこびりつく
かう（鍵を）掛ける（北海道地方にも同じ語があるが、アクセントは逆） ★☆
かじる・かじくる引っ掻く ★
貸（か）せる貸す
くすがる刺さる ★☆
くつかれる（虫に）刺される
くっちゃべるしゃべる □●
ぐれるひねる
けやす消す ☆
こく言う ●
こしゃう、こさえる作る ●
こじるこじ開ける
こずむ沈殿する
ごんわく腹が立つ（主に年配者が使う） ☆
提（さ）げる（袋やバックなど）持つ ★●
捌（さば）く破る
さぼる投げる
しなべる片づける
しょずむ摘み取る
せせくるちょっかいを出す（県西部地域で「触る、いじる」の意）
空（そら）を使うとぼけている状態、知らないふりをしている状態 ★
たこるサボる（神奈川県西部地区でも通用する）
ちみくるつねる ★☆
ちょびちょびするちょっかいを出す、要らぬ世話をする ★
ちんぶりかく、ちんぷりかえる　すねる、ごねる（長澤まさみが全国的な記者会見の場で用いたことがある） ★
とぶ、とんでく走る、走っていく （神奈川県西部地区でも通用し、箱根駅伝のテレビ中継、特に5区・6区における選手の形容に例年多用される）★
とんじかる絡まる
のっくむ飲み込む
ばくる壊れる
はでる･はぜるはじける、爆発する ★☆
ばつ 、ばっとく（座席などを）確保する、確保しておく（「ばった」など過去形で使うことが多い）
はならかす（意図的に）離した状態にする
はぶく仲間はずれにする ★●
ひなる子供が黄色い声で叫ぶ
ぶそくるふてくされる
ぶっさらうぶん殴る
ぼっ立つ何もせず、ぼさっと突っ立つ ★
ほっぽらかす、うっちゃってく、うっちゃらかいてくほったらかす
まぜる仲間に入れる ★●
やんでく歩いていく □
寄せる（洗濯物を）取り込む

### 形容詞
厚っこい厚ぼったい
えい良い（発音は「エー」） ★☆
いかい、いけぁ大きい
いごいえぐい
えらい、えれぁ疲れた ★☆
おぞい、おぜぇ（品質が）悪い、古い ★☆
おそがい、おそんがい恐ろしい ★☆
おとましい（うとましい）鬱陶しい
かんだるい、かんだりぃ、かいだるい疲れて億劫な状態
黄いない黄色い ★☆
けっこい綺麗な、色っぽい
けぶったい煙い
ごせっぽいせいせいする （「御所っぽい」が語源とする説がある）
こわい硬い ★☆□
さぶい寒い ☆
しゃらい、しゃれえ生意気な（＝「しゃらくさい」）
じゅるいぬかるんでいる ★
しょぼい、しょんぼい粗末
しょろい遅い（派生:「しょろしょろ、しょろくったん」）
しょんない、しゃーない仕方がない、仕様もない ★
ずっこいずるい、ひきょうな ☆
ずない、ずねぁ力強い
せばい狭い ☆
ちんびぃ短い
とんじゃかない 、とんちゃかない無頓着な、無関心な ★
ぬくとい、ぬくてぁ温かい ★☆
ひずるしい、ひどろしい、ひんずるしい（日光・陽光が）眩しい（車両の灯火など、人工光をこう形容することはあまり無い）
ひゃっこい冷たい ★□
ぶしょったい、ぶしょってぁ汚らしい、だらしない ★
まめったいよく働く、こまめな ★
みがましいちゃんとしている
みるい柔らかい、青い、若い（主に、野菜類を指す。新茶の評価では肯定的な意味になる） ★
やぶせったいうっとうしい、うるさい

### 形容動詞
なりきぞんざい

### 副詞
いっぺぁいっぱい
えいからかんに好きなように
例：「どこに行くかはおみゃあっちのええからかんにしろや」→「どこに行くかはお前の好きなようにしろよ」。
えいからげんにいい加減に
例：「ええからげんにやめにゃあとぶつぞ」→「いい加減にやめないとぶつぞ」。
えいかんたくさん、多く（発音は「エーカン」） ★
がいにとても、すごく
がらい（か）無意識に
がんことても、すごく
しらっくらぐずぐず
ちゃっちゃとさっさと ☆●
ちんたら/ しょろしょろのろのろ ★●
のうのうのんびりと、ゆっくりと（悪い意味）
はあ既に、もう ★□
まっともっと ★☆□
やっぱやっぱり（ピンク・レディーによって全国的に使われるようになったと言われている） ●
ぎょうさん
たくさん ★☆

### 接続助詞
だになのに（逆接）
静岡県西部（遠州弁）や愛知県東部（三河弁）で使われる。「…だぞ」若しくは「…だろう」の意味になる。例：「とうに時間過ぎてるだに、何で来ねぁだ」→「とうに時間は過ぎているのに、何で来ないんだ」。
（だ）けんど/（だ）けん/（だ）けえが（だ）けど（逆接） ★
例：「今晴れてるけえが、明日は雨だらえ」→「今晴れているけれど、明日は雨だろうね」。

### 終助詞
さ/さあだ、です
主に駿東・伊豆地方で使用されている。例:「明日はバイト休みさぁ」→「明日はバイト休みだ」。
だだよだよ、ですよ
例：「あっこの家は、家族で旅行に行ってるだだよ」→「あそこの家は、家族で旅行に行っているんですよ」。
け/けぁか
例：「おれっちがこおんな真剣に話してるだに、笑うのけぁ」→「俺がこんなに真剣に話しているのに、笑うのか」。
すか/すけか
例：「そんなこんあらすか」→「そんなことあるか」、「あんな奴と友達付き合いなんてせすけ」→「あんな奴と友達付き合いなんてするか」。
っけじゃのじゃないか、んだよね（主に年配者が用いる）
例：「さっきまでここにいたっけじゃ」→「さっきまでここにいたんじゃないか」。
じゃんか、じゃんねえじゃないか、だよね ★
例：「やけに派手じゃんか」→「やけに派手じゃないか」。
やよ ★
　  例：「ふんとかや」→「本当かよ」、「早くしようや」→「早くしようよ」。
のお
ね ★
例：「ええのお」→「いいね」、「ほうだのお」→「そうだね」。

### 感嘆詞
頂きましたご馳走様でした（東海東山方言の典型的な言い回しである） ★☆
おおきに、おおきんなあありがとう ☆
やいやいやれやれ

### 連語
おえんだめ、いけない（岡山弁の「おえん」と意味はまったく同じ）
くりょー（よ）くれよ
共通語の「くれよ」と、名古屋弁の「してちょー」が混ざったものという説がある。例：「早くしてくりょー」→「早くしてくれよ」。
けえんべえ帰ろうよ
主に伊豆地方で使われる。例：「今年の夏は在所にけぇんべぇよ」→「今年の夏は実家に帰ろうよ」。
やらざぁ/しざぁ/ず/せまいやろうよ、しようよ
この言葉は山梨、長野でも使われる。
例:「散歩に行かざぁ」
やらにゃー/やらにゃんやらなければならない
例:「今日中に数学の課題をやらにゃんと」→「今日中に数学の課題をやらなければならない」
にゃくら/なくらがてら
例：「買い物にゃくら茶ん買ってきたじゃんね」→「買い物がてらお茶を買ってきたんだよね」

### 接頭辞
ばか…/ばかに…とても、やけに ★
例：「おみゃあさっきっからばかにうるさいだよ」→「お前さっきから凄くうるさいんだよ」。
例2：「隣の工事がばかうるさいだよ」→「隣の工事がとてもうるさいんですよ」。

### 接尾辞
…さら…ごと
例：「泥棒にバッグさら持ってかれただや」→「泥棒にバッグごと持って行かれたんだよ」。
この言葉は長野でも使われる。

## 静岡弁を作中で扱う作品一覧
- 47都道府犬 -  声優バラエティー SAY!YOU!SAY!ME!内で放映された短編アニメ。郷土の名産をモチーフにした犬たちが登場する。静岡県は、お茶がモチーフの静岡犬として登場し、「喉がかわいたらぁ。」「でも、もう失くなっちゃうかもら。」など話す。声優は、静岡県出身の増田ゆきが担当している。
- イニシエーション・ラブ - 旧静岡市を舞台にした作品、作中で静岡弁を使用するシーンがある。
- ラブライブ!サンシャイン!! - 沼津市を舞台にした作品。登場人物の一人、国木田花丸は肯定文の最後に必ず｢…ずら｣を付けて話す。